# 第105独立領土防衛旅団 (ウクライナ領土防衛隊)
第105独立領土防衛旅団（だい105どくりつりょうどぼうえいりょだん、ウクライナ語: 105-та окрема бригада територіальної оборони）は、ウクライナ領土防衛隊の旅団。西部作戦管区隷下。

## 概要

### ドンバス戦争
2018年6月27日、ドンバス戦争の影響に伴い、ウクライナ領土防衛隊の動員が開始され、テルノーピリ州で創設された。

### ロシアのウクライナ侵攻

第105旅団旗

2022年3月からロシアのウクライナ侵攻で北部スームィ州、北東部ハルキウ州、南部ザポリージャ州に配備された。

#### 東部・バフムート戦線
2024年7月、激戦地の東部ドネツィク州バフムート地区に再配置され、バフムート南のトレツク方面に展開した。

## 編制
- 旅団司令部（テルノーピリ）
- 第80独立領土防衛大隊（ビロボズヌィツャ）
- 第81独立領土防衛大隊
- 第82独立領土防衛大隊（ズボリウ）
- 第83独立領土防衛大隊（テルノーピリ）
- 第84独立領土防衛大隊
- 第85独立領土防衛大隊（クレメネツィ）

- 火力支援中隊
- 迫撃砲中隊
- 対破壊工作中隊
- 戦闘・後方支援隊
- 衛生隊